# Berliet VILP
Unter der Bezeichnung Berliet VILP entstanden beim  Fahrzeughersteller Berliet in Lyon 1933–34 eine Reihe von Prototypen eines Mittelklasse-Pkw, der nicht in Serie ging.

## Technik
Die Varianten unterschieden sich offenbar nur durch die verwendeten Motoren (und dadurch unterschiedliche Chassisgewichte). Überliefert sind folgende Daten der einzelnen Varianten:
| Typ     | Motor | Zyl. | Bohrg. | Hub  | Hubrm. | CV    | Gän- | Chassis-  | Betr-    |
| Typ     | Typ   | Zahl | mm     | mm   | cm³    | fisc. | ge   | gew. (kg) | erl.     |
| ------- | ----- | ---- | ------ | ---- | ------ | ----- | ---- | --------- | -------- |
| VILP11  | MKM   | 4    | 80     | 99,6 | 2003   | 11    | 4    | 850       | 3.10.34  |
| VILP15  | MKX15 | 4    | 80     | 130  | 2614   | 15    | 4    | 1000      | 4.8.33   |
| VILP19  | MKX19 | 4    | 90     | 130  | 3308   | 19    | 4    | 900       | 10.2.33  |
| VILPG13 | MKXG  | 4    | 90     | 130  | 3308   | 13    | 4    | 1280      | 21.12.34 |

## Geschichte
Die erste gebaute Variante war offenbar der VILP19, der im Februar 1933 seine allgemeine Betriebserlaubnis erhielt. Es folgte der VILP15 im August 1933, dann im Oktober 1934 der VILP11 und im Dezember 1934 der VILPG13. Bemerkenswert ist das Mehrgewicht von mindestens 280 kg für die Holzgasgenerator-Anlage des VILPG13. 
Alle Fahrzeugvarianten wurden nie am Pariser Autosalon ausgestellt oder sonst wie zum Kauf angeboten, gingen also offenbar nie in Serie.
Die Holzgas-Variante ist erhalten geblieben und kann im Conservatoire der Firma Berliet in Le Montellier besichtigt werden.

### Originalquellen
Eine Publikation, in der alle vor 1945 gebauten Berliet-Typen individuell abgehandelt wären, gibt es nicht. Neben der unten erwähnten Literatur wurde auf die folgende in der Fondation Berliet verwahrte Originalunterlagen zurückgegriffen:
- „Fiches des Mines“: Es sind die Werksunterlagen zur Erteilung einer allgemeinen Betriebserlaubnis, hierfür ist in Frankreich der „Inspecteur des mines“ sachlich zuständig. Diese Unterlagen sind im Berliet-Archiv chronologisch geordnet und nummeriert. Nicht zu jedem Typ bzw. Variante gibt es entsprechende Unterlagen, teils, weil sie wohl als Untervarianten eines anderen Typs verstanden wurden, für den eine gesonderte Erlaubnis nicht erforderlich war, teils wohl, weil diese Unterlagen im Laufe der letzten 100 Jahre verlorengegangen sind. Bei Militärtypen gibt es Hinweise, dass eine Betriebserlaubnis direkt durch militärische Dienststellen erfolgte, was entsprechende „fiches des mines“ überflüssig machte. Die Quellenbezeichnung lautet: „Fiches No....“

### Sonstige Quellen
- René Bellu, Toutes les voitures Françaises 1933, in Automobilia Hors-Serie No.96, Paris 2009, zit. als „Bellu 1933“
- René Bellu, Toutes les voitures Françaises 1934, Automobilia Hors-Serie No.22, Paris 2002, zit. als „Bellu 1934“
- Monique Chapelle: Berliet. 1. Auflage. EMCE, Saint-Chamond 2016, ISBN 978-2-35740-049-8.